# 大阪精神医療センター
大阪精神医療センター（おおさかせいしんいりょうセンター）とは、 大阪府枚方市にある医療機関・病院。

## 概要
主に措置入院・緊急措置入院・応急入院などの行政的医療や精神科救急医療、民間医療では対応の困難な医療、児童・思春期、司法精神等の専門医療などを行っている。
本記事では前身機関である「大阪府立中宮病院」「大阪府立精神医療センター」も扱う。

## 沿革

### 府立中宮病院
- 1926年（大正15年）4月 - 精神病院法に基づき「大阪府立中宮病院」開院。病床数300床。
- 1954年（昭和29年）10月22日 - 安静館が全焼。入院患者5人が行方不明[1]。
- 1964年（昭和39年）6月 - 増改築工事着工。
- 1968年（昭和43年）3月 - 増改築工事竣工 病床数800床。
- 1970年（昭和45年）7月 - 自閉症児施設「松心園」を設置。病床数42床。
- 1980年（昭和55年）11月 - 松心園が第一種自閉症児施設として認可。
- 1982年（昭和57年）2月 - 臨床研修病院に指定。
- 1988年（昭和63年）9月 - 応急入院指定病院となる。
- 1991年（平成3年）12月 - 緊急救急病棟を設置。
- 1994年（平成6年）4月 - 大規模デイケアセンターを設置。

### 府立精神医療センター・大阪精神医療センター
- 2003年（平成15年）10月 - 大阪府立精神医療センターに改称。
- 2006年（平成18年）4月 - 大阪府病院事業条例が廃止され、病院の運営を大阪府立病院機構に移行。
- 2007年（平成19年）9月 - 医療観察法専用病床を開設。
- 2009年（平成21年）10月 - PFI方式による再編整備事業入札を実施。
- 2010年（平成22年）2月 - 選定事業者検討委員会で決定した事業者が設立したSPCと事業契約締結。
- 2011年（平成23年）6月 - 新病院着工。
- 2013年（平成25年）2月 - 新病院施設（第一期工事）完成、引渡し。
- 2013年（平成25年）4月 - 新病院開院。
- 2013年（平成25年）12月 - 第二期解体工事完了。
- 2015年（平成27年）2月 - 日本医療評価機構病院機能評価認定精神科病院（3rdG: Ver.1.0）に指定される。
- 2017年（平成29年）4月 - 大阪精神医療センターに改称。

## 診療科
- 精神科[2]
- 児童思春期精神科[2]
- 歯科（入院患者のみ診療）[2]

## 医療機関の指定・認定
（下表の出典）
| 保険医療機関                                                                                               | 生活保護法指定病院（中国残留邦人等の円滑な帰国の促進並びに永住帰国した中国残留邦人等及び特定配偶者の自立の支援に関する法律（平成六年法律第三十号）に基づく指定医療機関を含む。） |
| 臨床研修病院                                                                                               | 結核指定病院 |
| 精神保健指定医の配置されている医療機関                                                                     | 指定自立支援医療機関（精神通院医療） |
| 精神保健及び精神障害者福祉に関する法律（昭和二十五年法律第百二十三号）に基づく指定病院又は応急入院指定病院 | |

- 精神科緊急病院指定病院[3]
- 特定診療災害医療センター[3]
- 医療観察法指定入院医療機関[3]
- 医療観察法指定通院医療機関[3]
- 医療型障害児入所施設[3]
- 日本専門医機構精神科専門研修プログラム基幹研修施設[3]
- 日本精神神経学会精神科専門医研修施設[3]
- 日本精神科看護技術協会精神科認定看護師制度指定実習施設[3]
- 公益財団法人日本医療機能評価機構認定病院[4]
- 依存症専門医療機関（アルコール健康障害、薬物依存症、ギャンブル等依存症　拠点）[5]
- このほか、各種法令による指定・認定病院であるとともに、各学会の認定施設でもある。

## 交通アクセス
- 京阪交野線「宮之阪駅」下車 徒歩で約9分[6]。
- 京阪バス「中宮」停留所下車すぐ（京阪本線・京阪交野線「枚方市駅」南1番のりばから津田・穂谷・長尾方面行きのバスを利用）[6]。

## 不祥事・医療ミス・医療事故
2019年（令和元年）5月18日、午後4時ごろ、男性看護師（40代）が、大声を出すなどしていた男性患者（30代）を個室の病室内で注意。しゃがみこんだ患者を計10回ほど、平手でたたいたり、足やひざで蹴ったりしたという。同日に患者が「たたかれた」と訴え、病院側が室内のカメラを確認したところ暴行が発覚。看護師は「感情をコントロールできなかった」などと説明した。男性患者は顔に全治1週間のけが。5月27日、枚方市保健所が事前聞き取り調査実施。30日、同保健所が臨時精神科病院実地指導を実施。